# RS (Berlijn)
RS is een historisch merk van motorfietsen.
De bedrijfsnaam was: Zweitakt motorradfabrik Rogge & Stiller, Berlijn.
Van dit Duitse merk is weinig bekend. Vermoedelijk hadden de motorfietsen 380 cc tweetaktmotoren met twee achter elkaar staande cilinders en een blokmotor. Een dergelijke constructie zou apart en vooruitstrevend zijn, maar de tijd (1924) was niet gunstig voor een kleine fabriek met een (duur) eigen motorblok. Juist in die periode begonnen honderden bedrijven in Duitsland lichte motorfietsen te bouwen, maar meestal deden zij dat door goedkoper te produceren met inbouwmotoren die van andere merken werden gekocht. In 1925 gingen meer dan 150 van deze bedrijven dicht, waaronder RS.